# Perizoma unifasciata
Perizoma unifasciata är en fjärilsart som beskrevs av Adrian Hardy Haworth 1809. Perizoma unifasciata ingår i släktet Perizoma och familjen mätare. Inga underarter finns listade i Catalogue of Life.